# Collection Torlonia
La collection Torlonia (en italien : Collezione Torlonia) est une collection d'art privée de quelque 620 œuvres d'art grecques et romaines antiques rassemblées par les Torlonia, une famille noble de Rome. Elle a été qualifiée de « plus grande collection privée de l’Antiquité romaine » par l’archéologue Darius Arya,. Environ 180 pièces de cette collection sont des bustes, ce qui en fait l'une des plus grandes collections de portraits romains au monde.

## Histoire
Qualifiée de « collection de collections » par l'archéologue Salvatore Settis, une grande partie de la collection Torlonia se compose d'œuvres acquises en totalité ou en partie par le prince Giovanni Torlonia (1754-1829) et son fils le prince Alessandro (1800-1886). Une partie de ces acquisitions ont été faites sur le marché de l'art ; d'autres sont issues des fouilles menées dans les propriétés de la famille à Rome et dans ses environs.

### Acquisitions

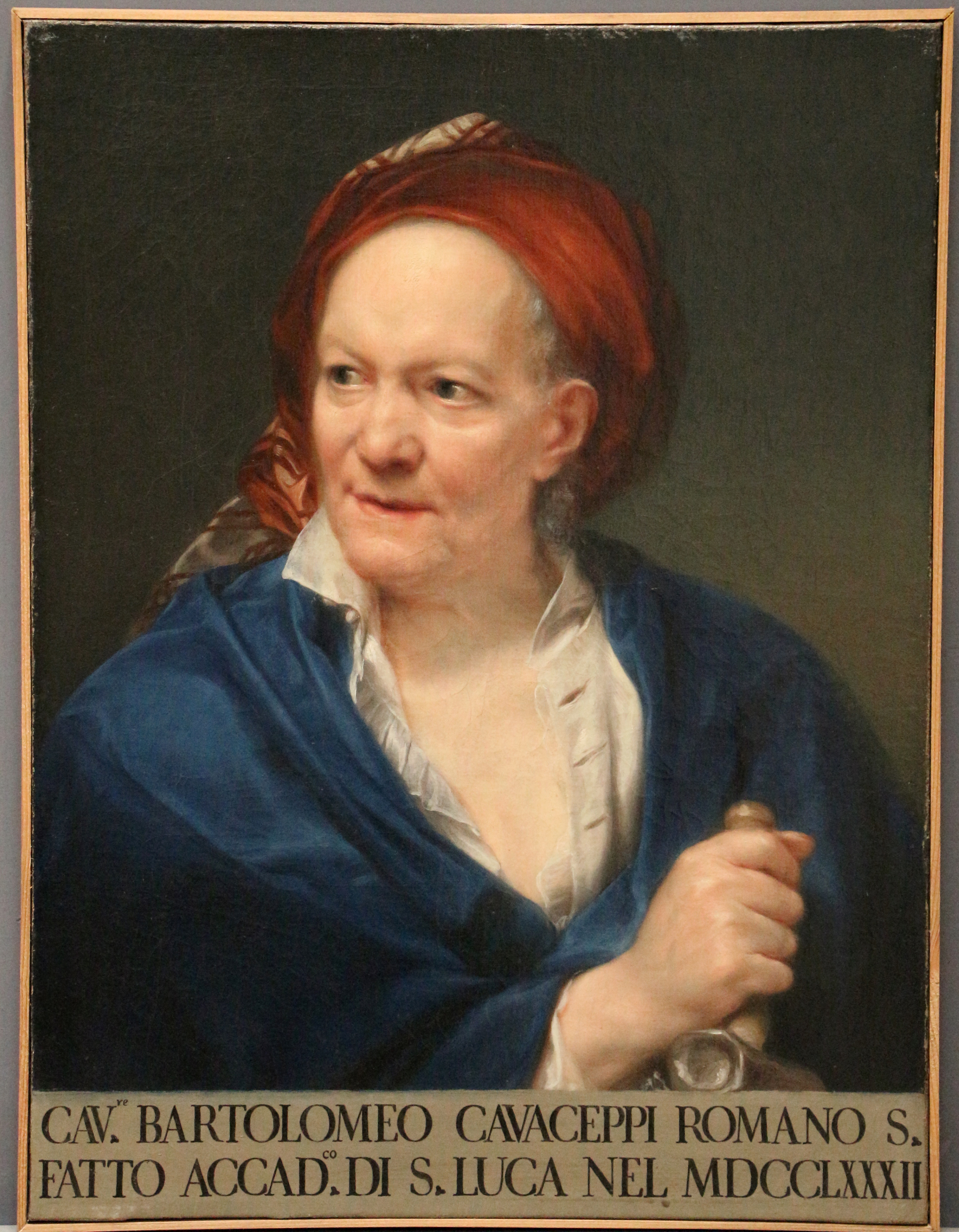
La collection de marbres antiques de Bartolomeo Cavaceppi a été acquise par Giovanni Torlonia en 1800.

En 1800, le prince Giovanni acquiert les statues de l'atelier du sculpteur-restaurateur du XVIIIe siècle Bartolomeo Cavaceppi, mort l'année précédente. La partie la plus ancienne de la collection était composée d'un millier de pièces de sculpture, bustes, reliefs, fragments décoratifs et architecturaux. Elle comprend aussi un éventail de sculptures modernes exécutées par Cavaceppi, des copies modernes de sculptures antiques, des peintures, des moulages en plâtre, des modèles en argile et des maquettes.
En 1816, ce sont 269 statues de la collection rassemblée par le collectionneur d'art et aristocrate du XVIIe siècle Vincenzo Giustiniani (1564-1637) qui furent transférées à Giovannia Torlonia en garantie d'un prêt. Après 1825, à la suite du refus du prince Vincenzo Giustiniani de respecter les termes de son accord, les Torlonia entrèrent dans un long litige juridique qui se termina par l'acquisition des sculptures par les Torlonia entre 1856 et 1859,. Parmi les chefs-d'œuvre de la collection Giustiniani figurait une série de bustes et de portraits impériaux, parmi lesquels l'Hestia de Giustiniani et l'Euthydème de Bactriane.
En 1866, la Villa Albani et ses collections sont également achetées par les Torlonia. Cette collection a été rassemblée par le cardinal Alessandro Albani, sous la direction du spécialiste de l'art classique et archéologue Johann Joachim Winckelmann. L'une des pièces les plus remarquables de la collection de la Villa Albani est le Vase Torlonia, un cratère en marbre reposant sur des pattes de lions sculptées avec un relief sur les côtés représentant un symposium bachique. On pense qu'il ornait les Horti Agrippinae, les jardins d'Agrippine l'Ancienne, entre le Janicule et la plaine du Vatican, à Rome. Avant de passer en possession du cardinal Albani et ensuite à Alessandro Torlonia, le vase appartenait à la collection Cesi au XVIe siècle. La collection Albani comprenait également un relief représentant Antinoüs provenant de la Villa d'Hadrien ainsi qu'une statuette romaine en bronze d'Apollon Sauroctonos, d'après un original du sculpteur grec Praxitèle. 

### Fouilles

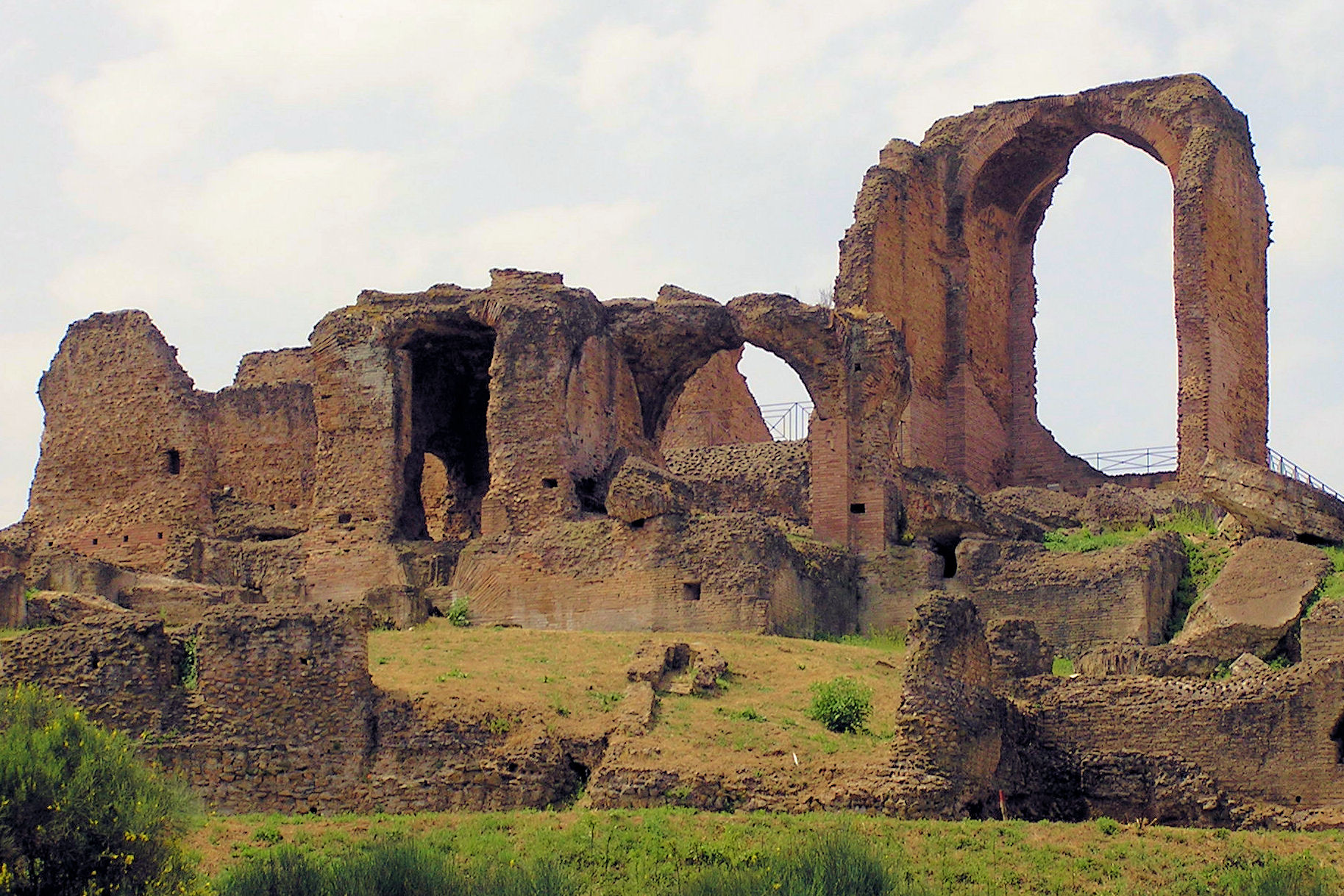
La Villa des Quintili est l'un des nombreux sites fouillés par les Torlonia au XIXe siècle.

Les Torlonia ont fouillé des ruines antiques sur leur domaine de Roma Vecchia, qui abritait des sites comme la Villa des Quintili et la Villa dei Sette Bassi, à côté de la Voie Appienne, et la Villa de Maxence sur la Via Latina,. Parmi les sculptures découvertes sur ces sites, on compte un relief attique provenant des pentes de l'Acropole d'Athènes, probablement apporté à Rome au IIe siècle apr. J.-C. par Hérode Atticus. On trouve également un groupe statuaire d'Eirène et Ploutos réalisé d'après un original du sculpteur Céphisodote l'Ancien, et un groupe connu sous le nom de "Invitation à la danse" mettant en vedette une nymphe et un satyre.
Entre 1827 et 1828, des fouilles furent effectuées autour d'Anzio et des travaux supplémentaires furent entrepris sur les domaines des Torlonia à Caffarella, à Quadraro et à Portus, le site du port le plus important de la Rome impériale,. Les trouvailles de ces domaines furent transférées au Palais Bolognetti-Torlonia, puis au Musée de Torlonia après sa fondation. Alessandro Torlonia a acquis d'autres terrains à Rome et dans ses environs, notamment la Vigna dei Gesuiti sur la colline de l'Aventin, qui reposait au-dessus des vestiges des thermes de Dèce. D'autres domaines acquis pour les fouilles se trouvaient à Tuscia et Sabina ; à Fara Sabina (anciennes Cures) fut retrouvée une statue en bronze de Germanicus,.

### Musée

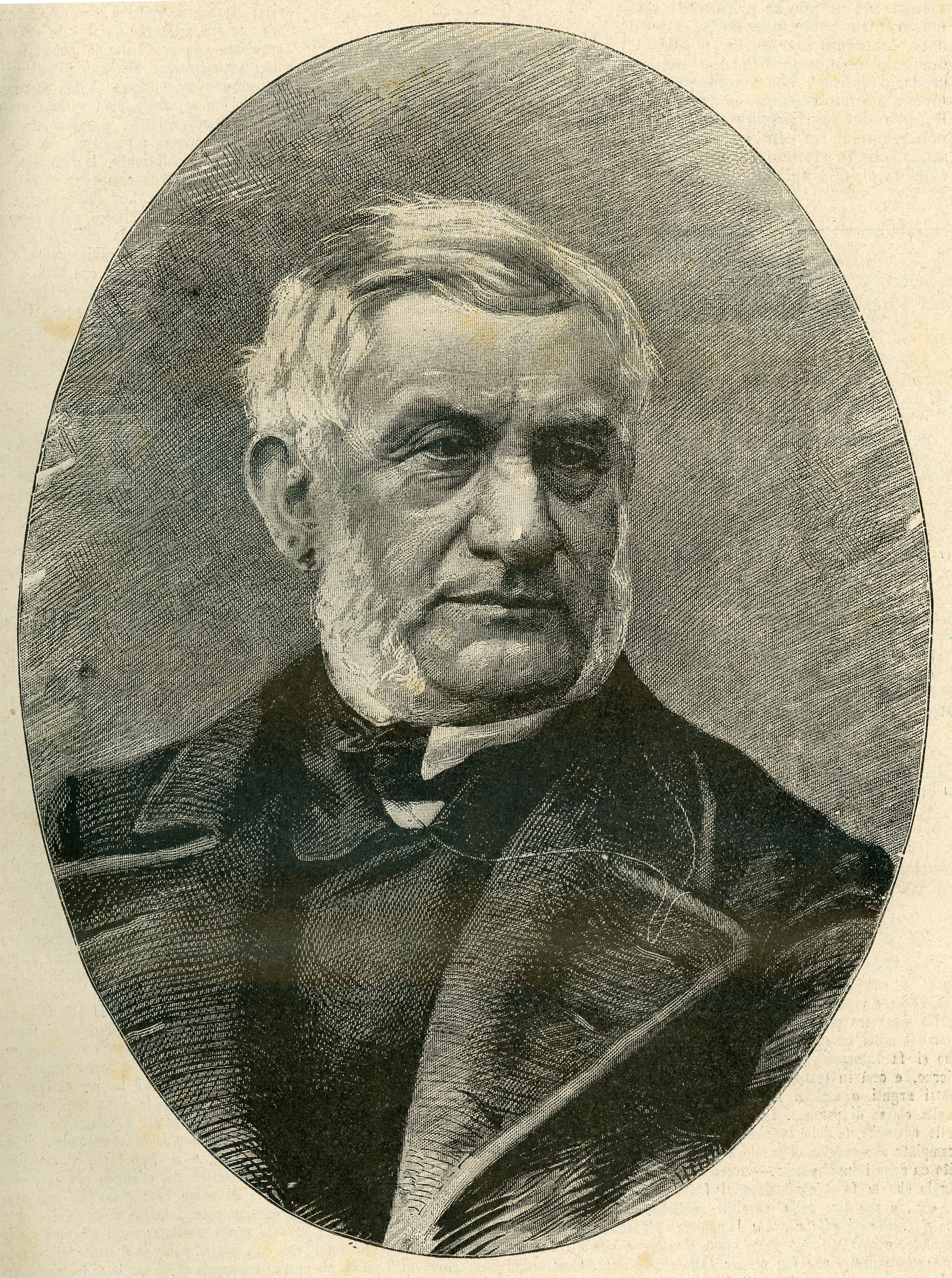
Le prince Alessandro Torlonia a ouvert un musée pour la collection en 1875.

En 1875, le prince Alessandro fonde le musée Torlonia sur la Via della Lungara, dans le quartier du Trastevere à Rome. Cette année-là, la collection comptait 517 œuvres - de nouveaux ajouts ont continué à être apportés jusqu'en 1884, date à laquelle la collection comptait 620 sculptures. Le musée n'était accessible qu'à de petits groupes de visiteurs et l'accès des universitaires était limité. Un catalogue de la collection, rédigé par Pietro Ercole Visconti et présentant les phototypes des 620 œuvres, a été publié en 1884. Le prince Alessandro a fait en sorte que ce catalogue soit donné à des particuliers et aux bibliothèques des instituts archéologiques, afin de « le porter [la collection] d'une manière splendide… à la connaissance des archéologues, des savants et de tous ceux qui manquent l'occasion de l'avoir devant eux,.

## Expositions
En 2013, le prince Alessandro Torlonia (1925-2017) a créé la Fondation Torlonia destinée à gérer l'ensemble de la collection. En 2016, la famille, la fondation et le gouvernement italien ont signé un accord pour ouvrir la collection au public. Des travaux de restauration parrainés par la maison de luxe italienne Bulgari, visant principalement à éliminer les épaisses accumulations de poussière, ont également débuté en 2016.
En octobre 2020, une exposition de 92 œuvres de la collection Torlonia a été inaugurée aux Musées du Capitole de Rome : il s'agit alors de la première exposition publique d'œuvres de la collection Torlonia depuis des décennies ; elle a eu lieu après une série d'échecs de négociations entre la famille Torlonia et le gouvernement italien. Après que l'exposition a été prolongée et finalement terminée à Rome, elle a été présentée à Milan, à la Gallerie d'Italia.
Du 26 juin au 11 novembre 2024 prolongée jusqu'au 6 janvier 2025, plusieurs pièces de la collection Torlania sont exposées au musée du Louvre, dans les anciens appartements d'été d'Anne d'Autriche. Il s'agit de la première exposition publique de ces œuvres hors d'Italie.

## Liste d'œuvres de la collection Torlonia
- Statue de divinité en péplos dite Hestia Giustiniani, IIe siècle, marbre de Paros, hauteur totale 1,99 m[24].
- Chèvre au repos, marbre blanc grec, 1,32 m[24].
- Relief du port d'Ostie , décrit aussi comme Relief votif figurant l'arrivée d'un navire au port impérial, marbre de Carrare, traces de polychromie, 1,22 × 0,75 m[24].
- Euthydème de Bactriane, buste en marbre de Carrare.
- Jeune Fille de Vulci, buste en marbre de Carrare, découvert dans l'antique cité étrusque de Vulci, 70 cm.
- Buste de satyre ivre, réplique du type Herculanum, marbre de Dokimelon, 71 cm[24].
- Cratère à symposium bachique dit vase Cesi ou vase Torlonia, marbre pentélique, 1,80 × 1,85 m[24].
- Buste d'Hadrien, marbre blanc grec, 78 cm[24].
- Autel cylindrique orné de figures de divinités, marbre pentélique, 1,22 m[24].
- Portrait de jeune fille dite Fanciulla di Vulci, marbre blanc, 34 cm[24].
- Portrait d’un vieil homme, milieu du Ier siècle, marbre blanc, hauteur totale : 79 cm ;
- Buste-portrait de Lucius Verus, fin du IIe siècle, marbre blanc, hauteur totale : 91 cm ;
- Relief avec scène de boutique, première moitié du IIe siècle de notre ère, marbre du Proconnèse ; hauteur : 140 cm ; largeur : 218 cm ;
- Statue de bouc, règne de Trajan, début du IIe siècle de notre ère, marbre blanc ; hauteur : 93 cm ; largeur : 135 cm.

## Choix d'œuvres de la collection

### Antiquité
Collection Torlonia, conservée à la fondation homonyme de la Villa Albani à Porta Salaria, Rome.

#### Origine: collection Albani
- Buste de Vespasien (69-79), marbre blanc ;
- Buste de Titus (79-81), marbre blanc ;
- Buste d'Hadrien (117-130), marbre blanc ;
- Buste de Caracalla (211-217), marbre blanc ;

- Buste masculin (dit Albino), marbre blanc ;
- Buste d'Agrippine l'Aînée, restauré sur buste moderne. Entre 37 - 41 apr. J.-C.
- Tête d'une femme romaine sur buste antique restauré, connue sous le nom de Crispina (MT560). Seconde moitié du IIe siècle après J.-C.

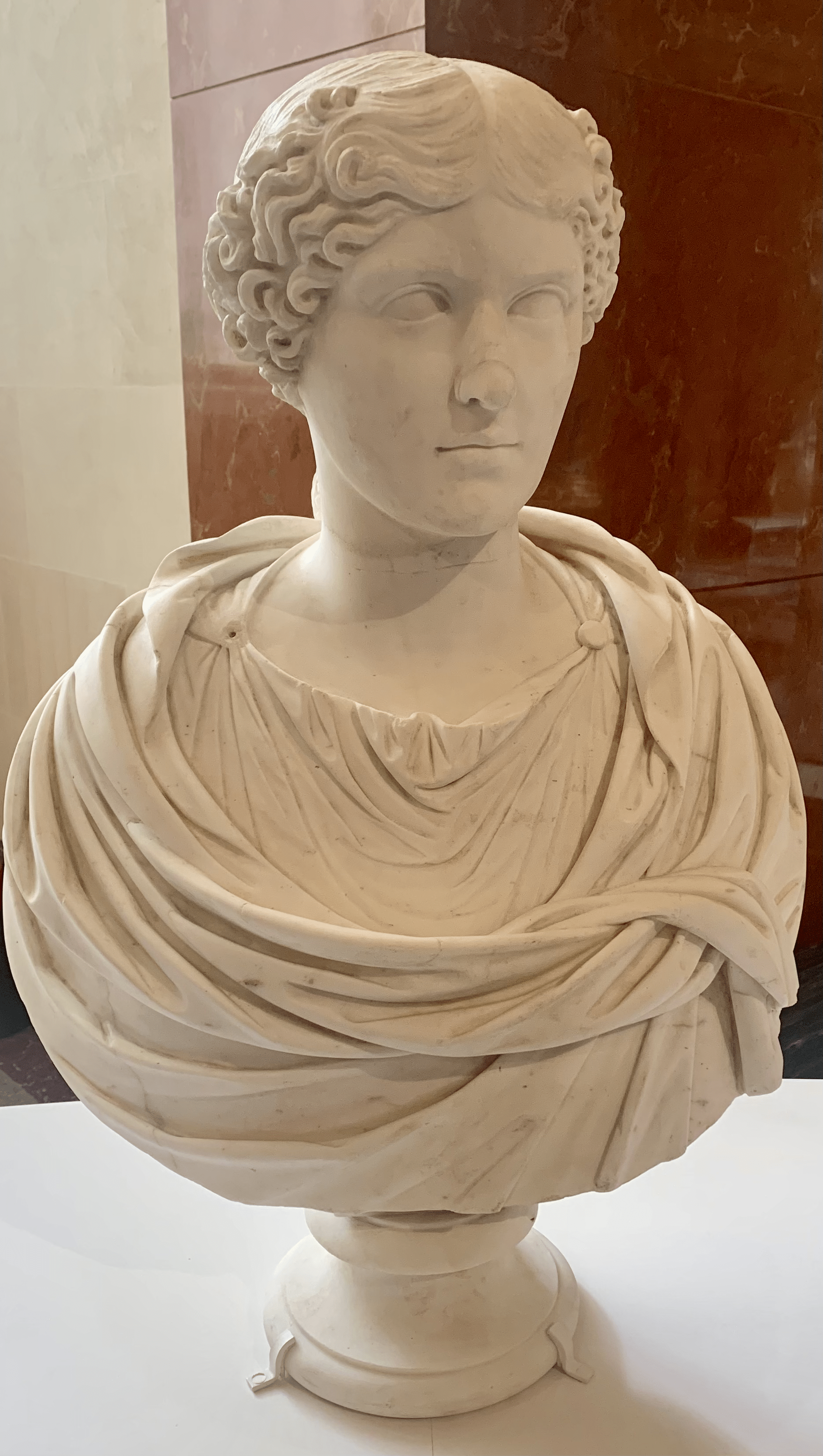
Buste d'Agrippine l'Aînée. 37 - 41 apr. J.-C..
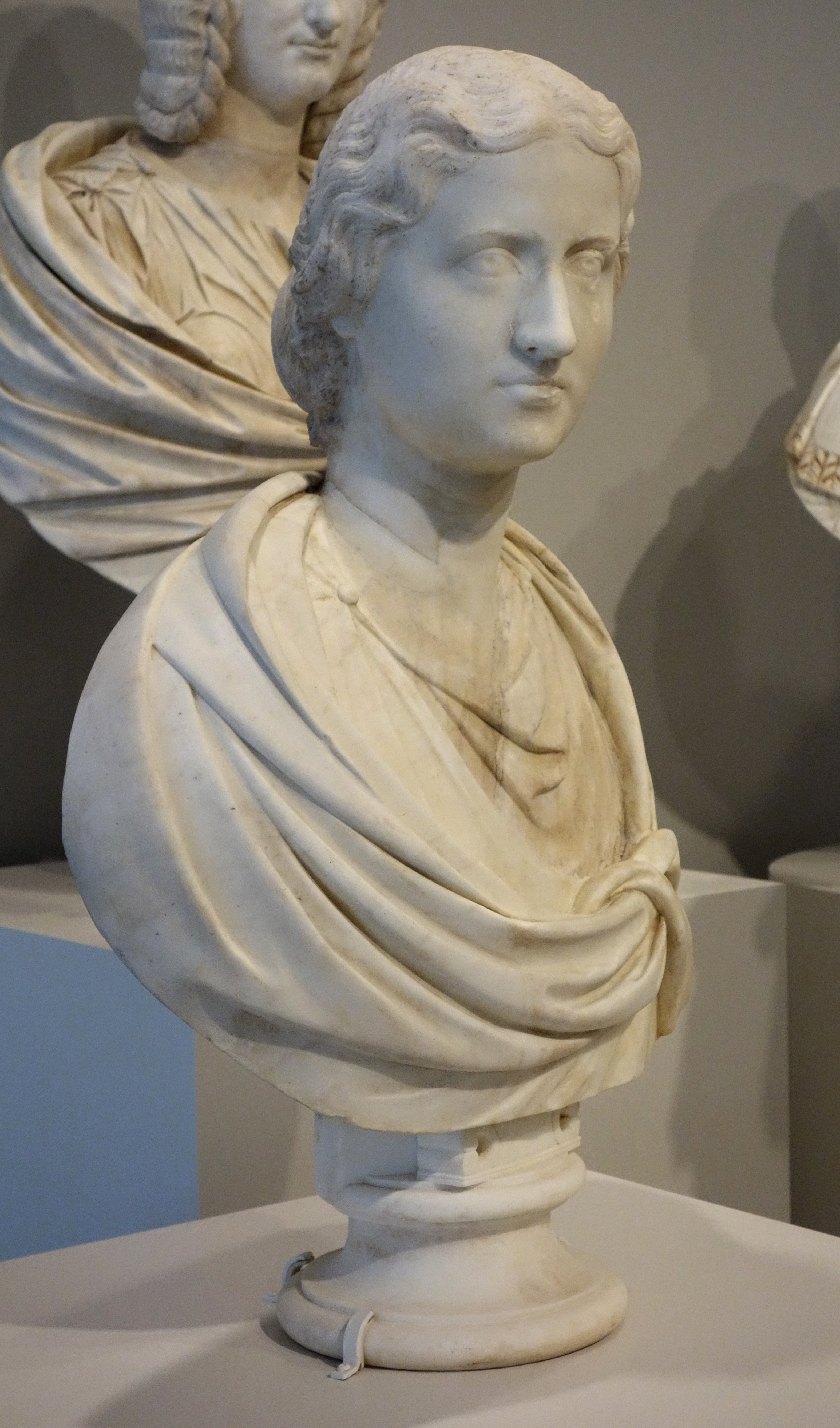
Tête d'une femme romaine, dite Crispina (MT560). IIe s. après J.-C.

- Groupe de deux guerriers, Ier siècle après J.-C., marbre pentilique et marbre de Luna ;
- Relief avec scènes d'atelier , IIe siècle après J.-C., marbre proconnésien ;
- Relief avec Héraclès, Thésée et Pirithoüs, marbre blanc ;
- Statue du dieu Nil , 70-100 après J.-C., marbre gris ;
- Statue d'Ulysse sous le bélier, Ier siècle après J.-C., marbre de Luna ;
- Barbare dace captif, époque de Trajan, IIe siècle, porphyre et marbre, restauré par Pietro Bernini (1562–1629), père du Bernin. La provenance précise de la statue est inconnue. Le captif dace barbu faisait partie d'une paire de statues ornant la façade de la Villa Borghèse. Acquis par le musée du Louvre en 1807.

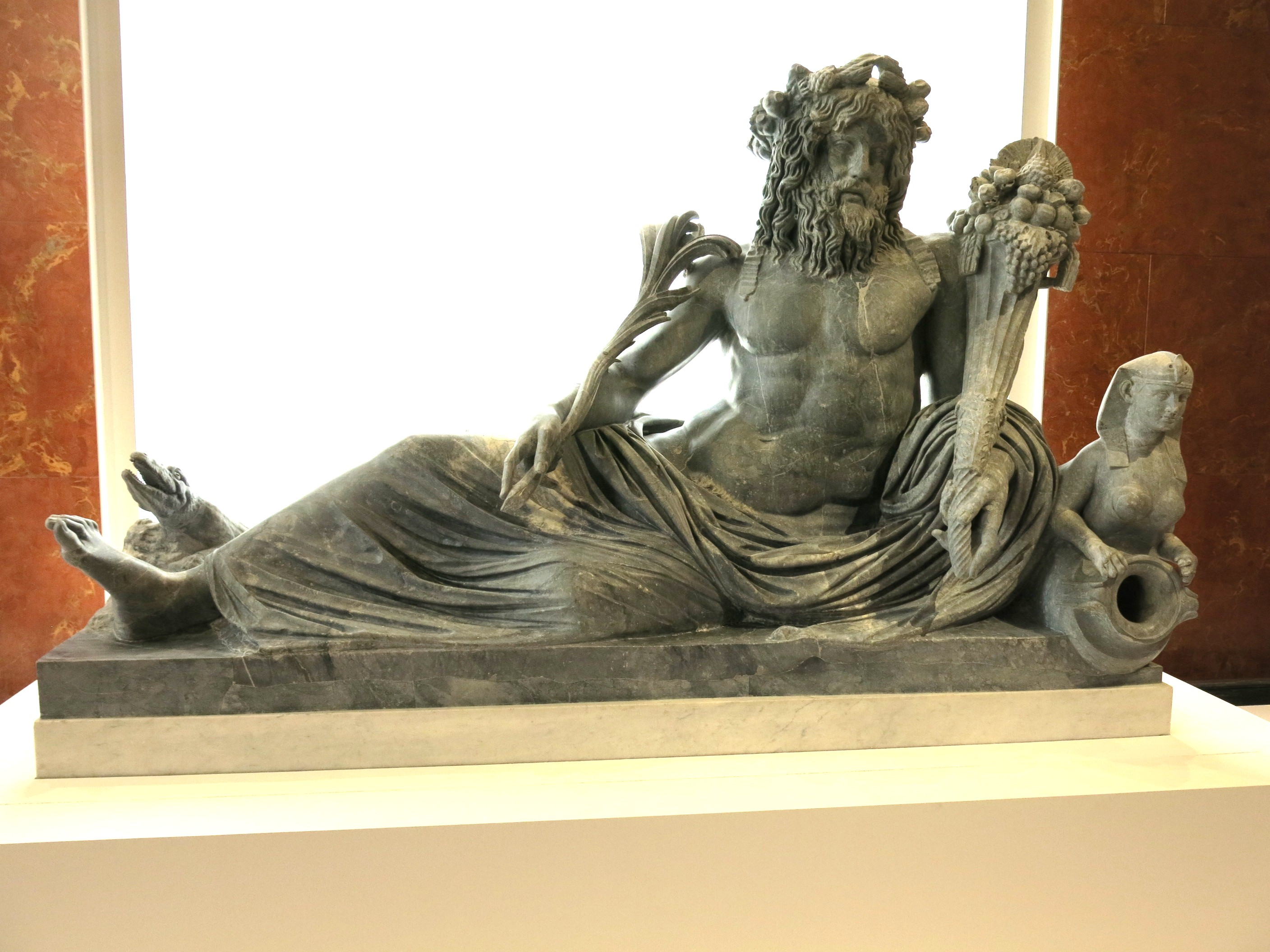
Allégorie du Nil avec un sphinx et des roseaux. Ier siècle ap. J.-C.
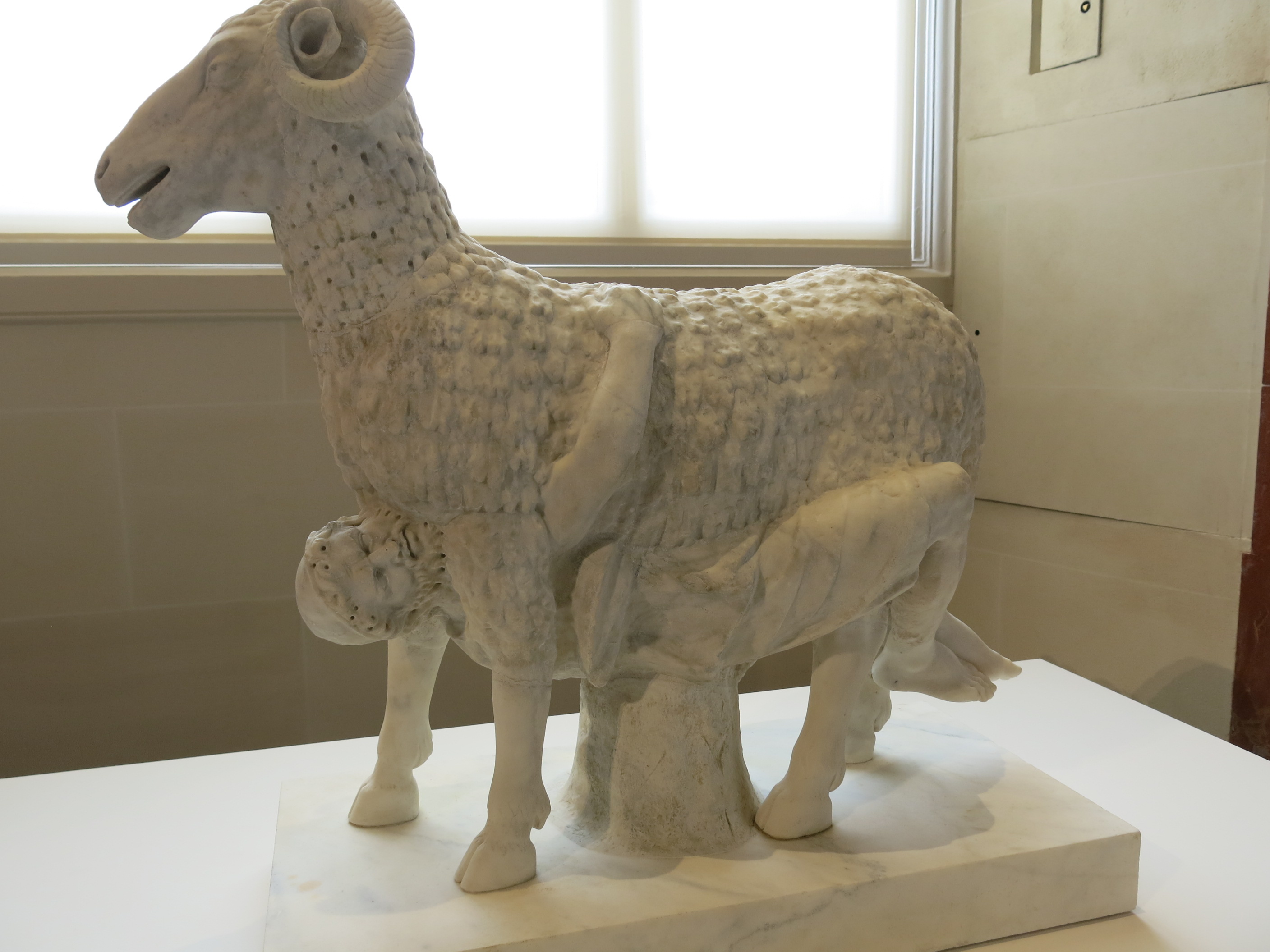
Ulysse s'échappant de la grotte de Polyphème caché sous un bélier. Vers 70 ap. J.-C., d'après un original grec du IIe siècle av. J.-C.
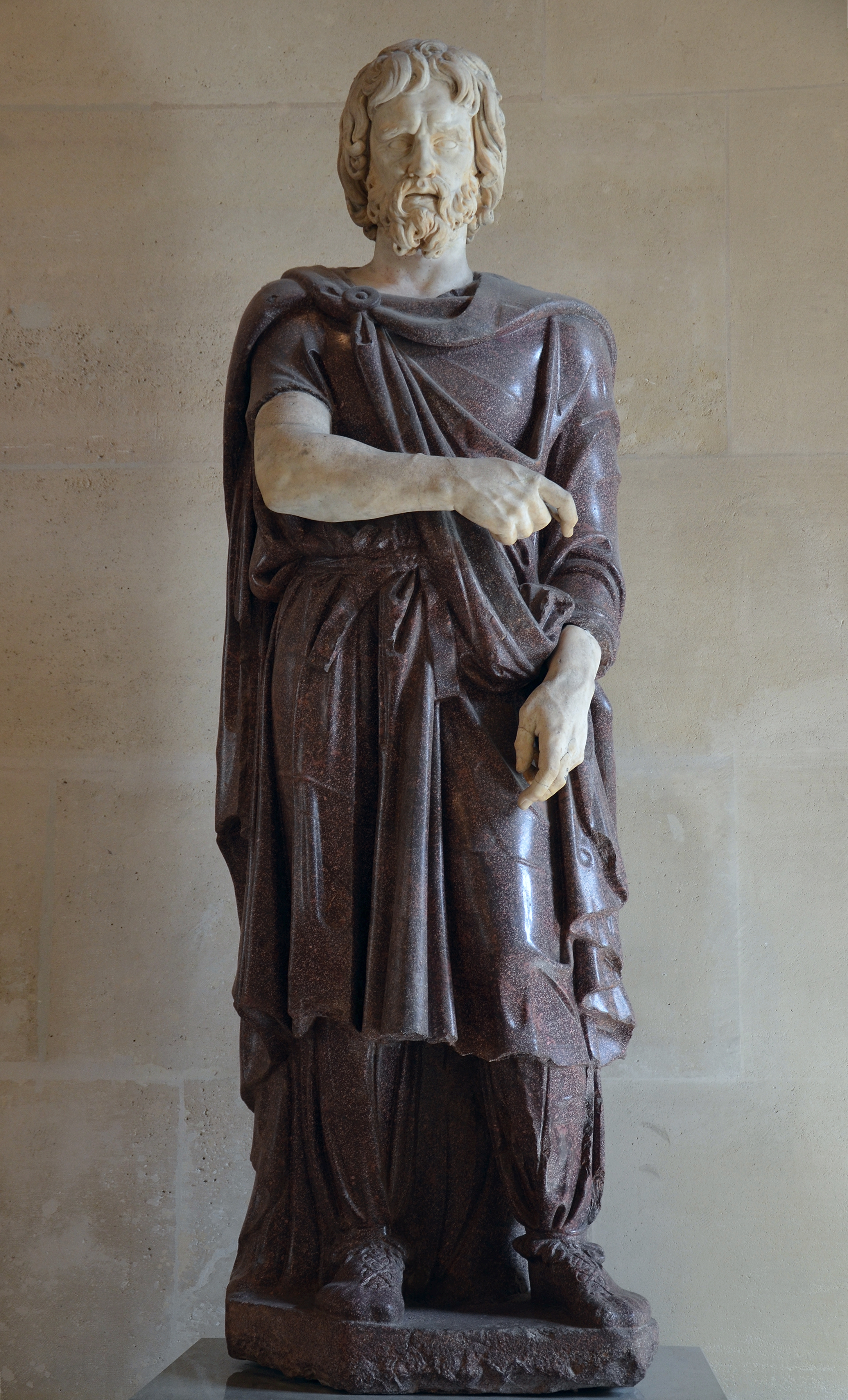
Guerrier dace captif, époque de Trajan.

- Vase (ou cratère) avec les travaux d'Hercule (dit Tazza Albani), 50-25 avant JC, marbre pentélique, base en granite oriental ;
- Vase (ou cratère) à scènes bachiques (dit Tazza Cesi), vers 100 av. J.-C., marbre blanc.
- Vasque égyptienne antique sur pied moderne, dite Tazza Medici. Brèche verte provenant de Ouadi Hammamat (Égypte). 20 av. J.-C. - 120 ap. J.-C.
- Bassin, granite, porphyre et marbre ;
- Vase (ou cratère) à feuilles d'acanthe , marbre blanc ;

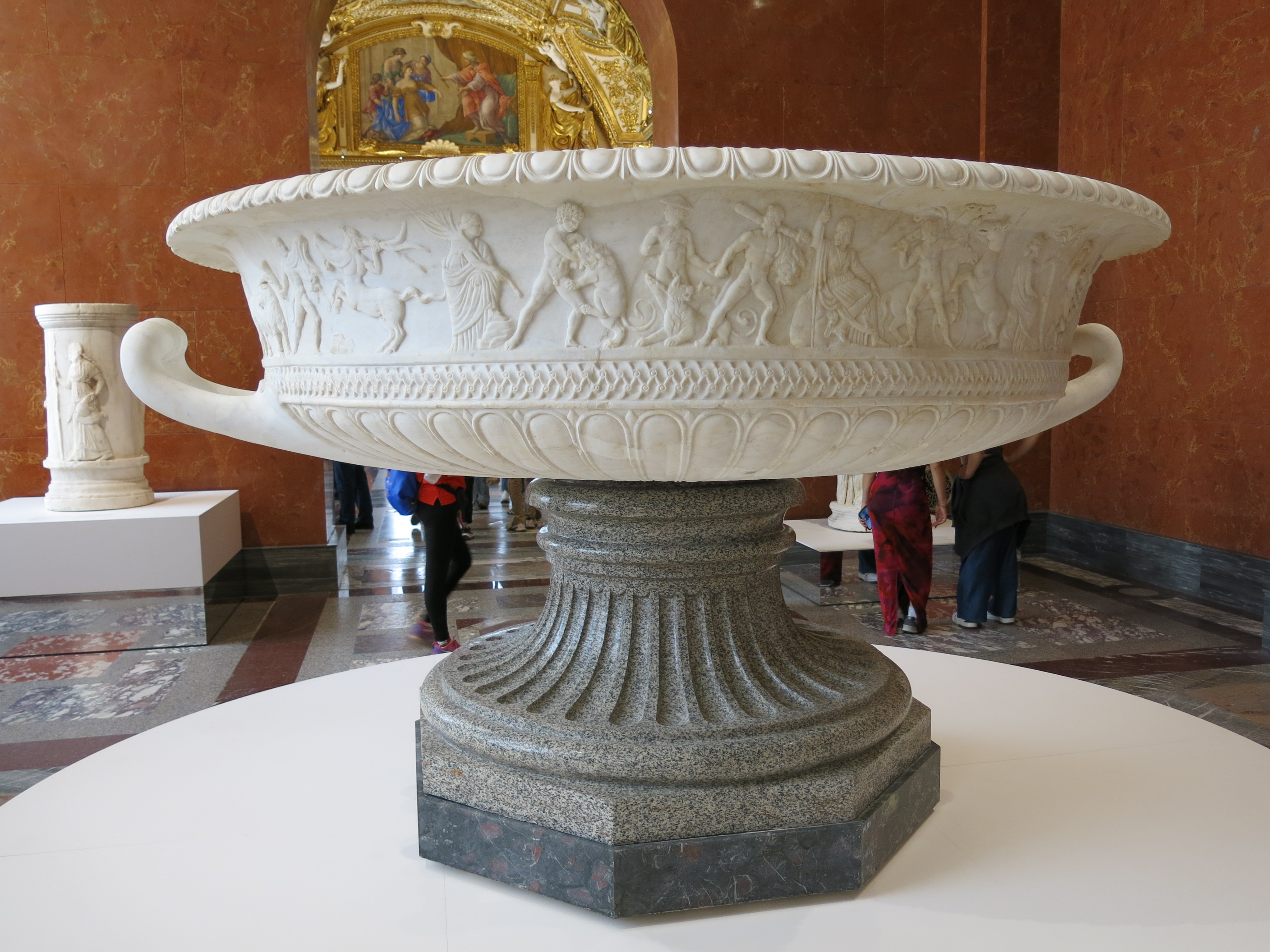
Cratère avec les travaux d'Hercule, ditTazza Albani. Vase de jardin en marbre, vers 25 av. J.-C. Trouvé sur la via Appia, près de Rome, vers 1762.
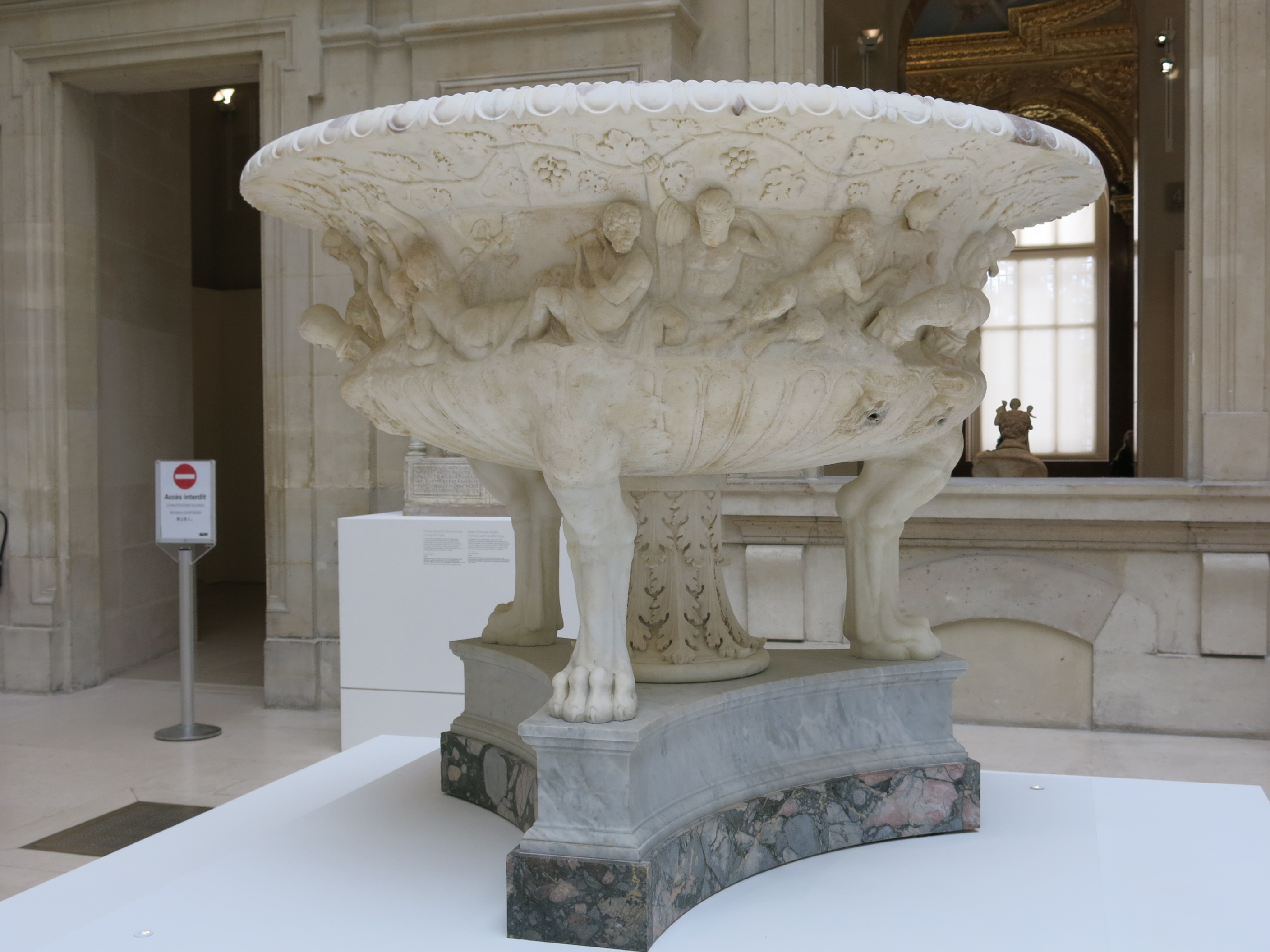
Cratère avec des scènes bachiques, dit Tazza Cesi, vers 100 av. J.-C.
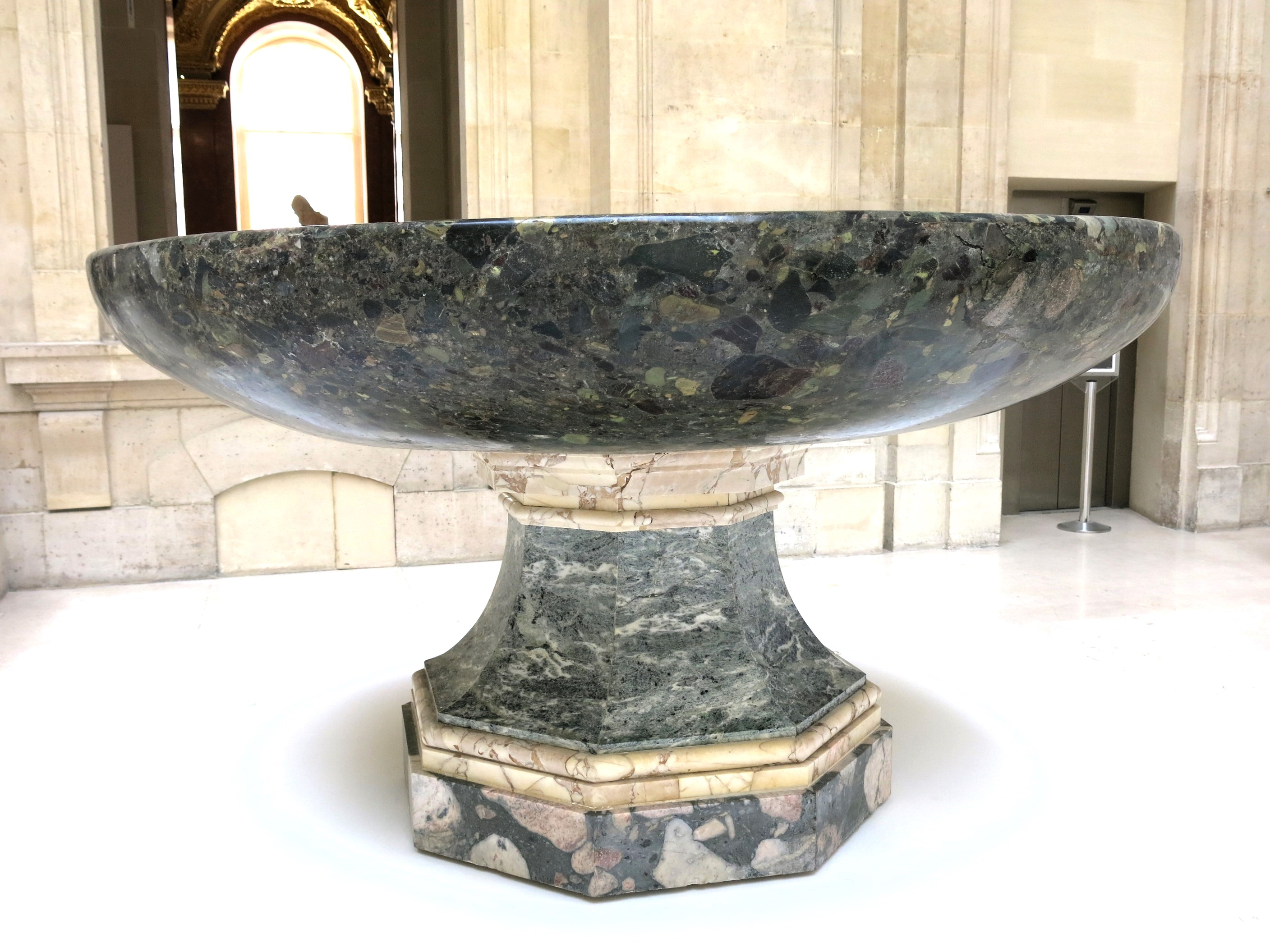
Vasque égyptienne antique sur pied moderne, dite Tazza Medici. Brèche verte provenant de Ouadi Hammamat (Égypte). 20 av. J.-C. - 120 ap. J.-C.

#### Origine Bartolomeo Cavaceppi
Collection Torlonia à la fondation homonyme de la Villa Albani à Porta Salaria, Rome.

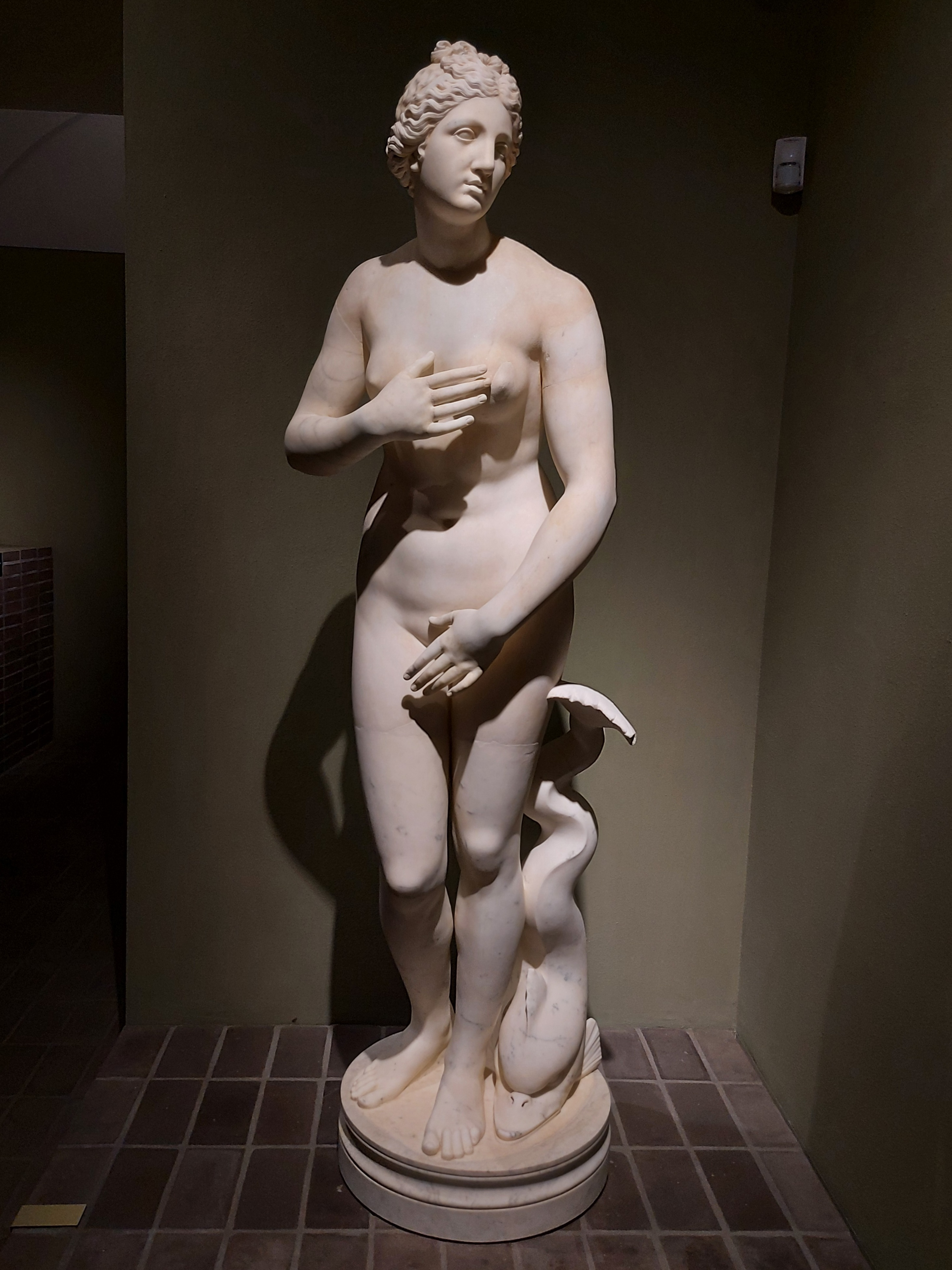
Vénus Cesarini

- Autel néo-attique avec divinités, marbre blanc ;
- Buste d'Agrippine l'Ancienne, marbre blanc ;
- Buste de Commode, marbre blanc ;
- Buste d'une divinité (dit de Livie), marbre blanc ;
- Buste de Julia Domna, marbre blanc ;
- Buste de Septimus Verus, marbre blanc ;
- Buste de femme (dit d'Aquilia Severa ou de Julia Maesa), marbre blanc ;
- Buste féminin (dit d'Helena Fausta) , marbre blanc ;
- Monument à klinê (lit) avec figure féminine allongée, marbre blanc ;
- Sarcophage avec Indiens et Triomphe de Dionysos, marbre blanc ;
- Statue d'une cariatide du type d'Éleusis, marbre blanc ;
- Statue de Vénus Cesarini, marbre blanc ;
- Tête d'un jeune homme (dite de Ptolémée), marbre blanc.

#### Origine Giustiniani

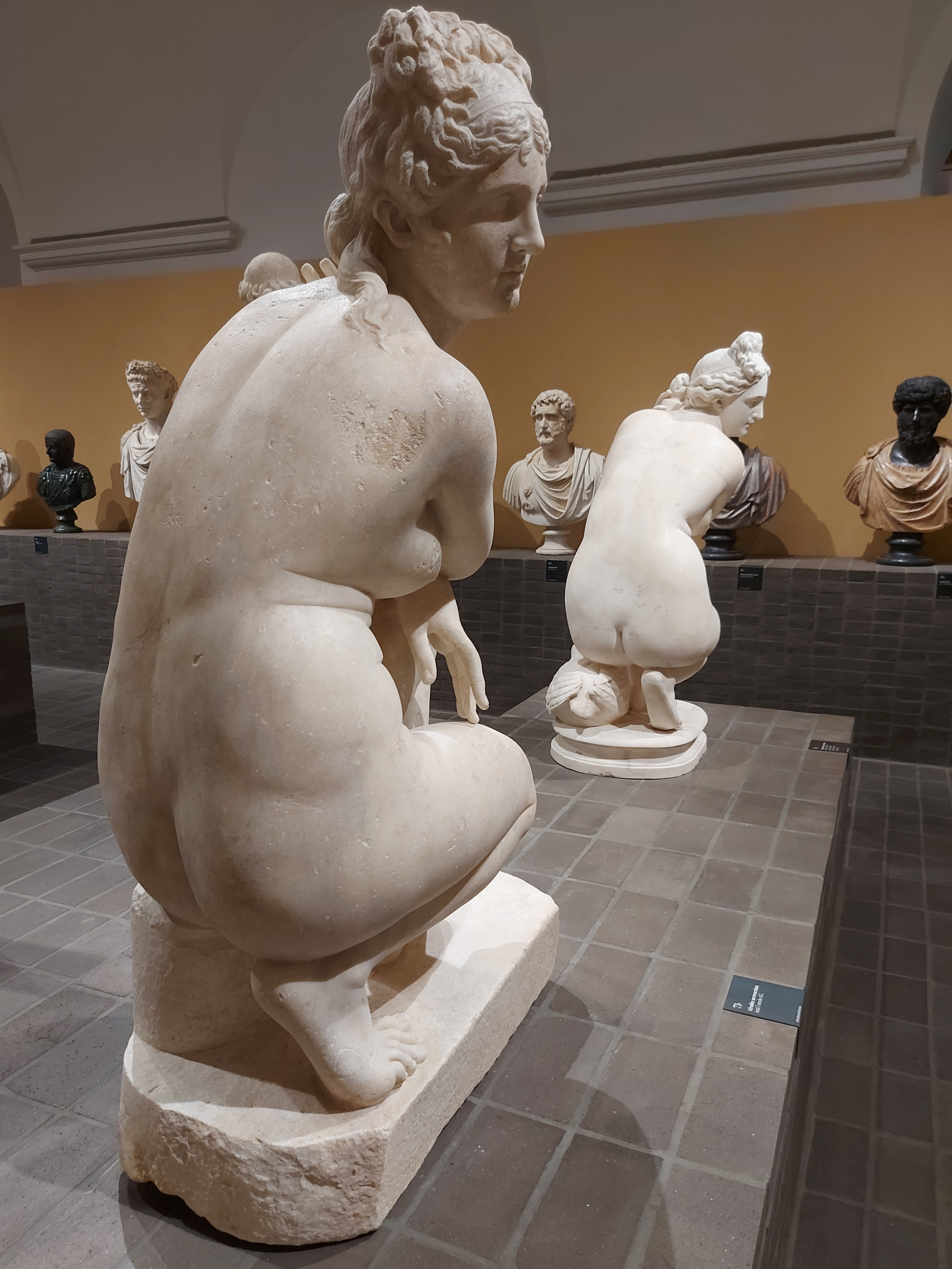
Statue d'Aphrodite accroupie (vue sur les deux versions)

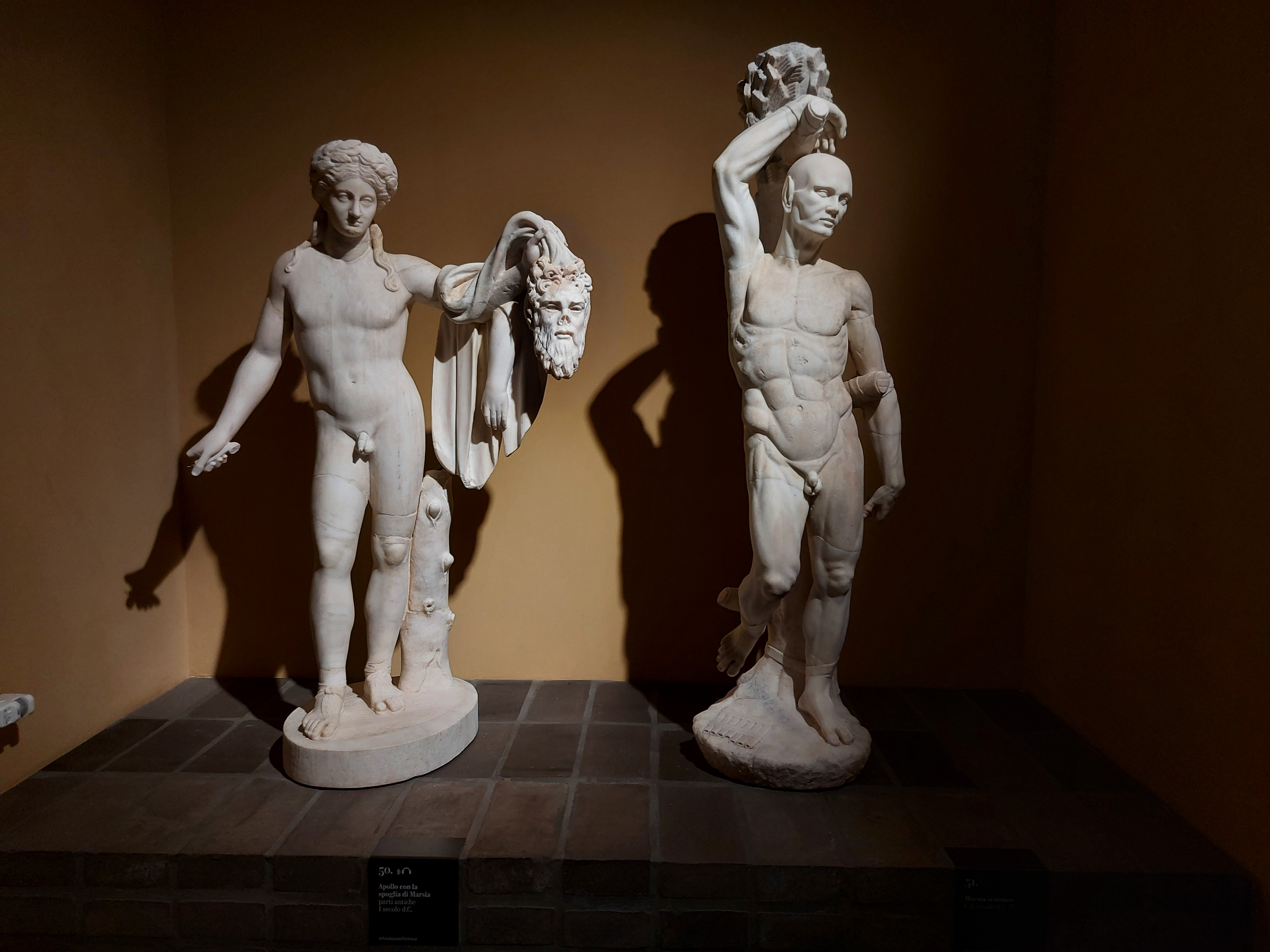
Statuette d'Apollon avec le corps de Marsyas (à gauche) et Marsyas écorché (à droite).

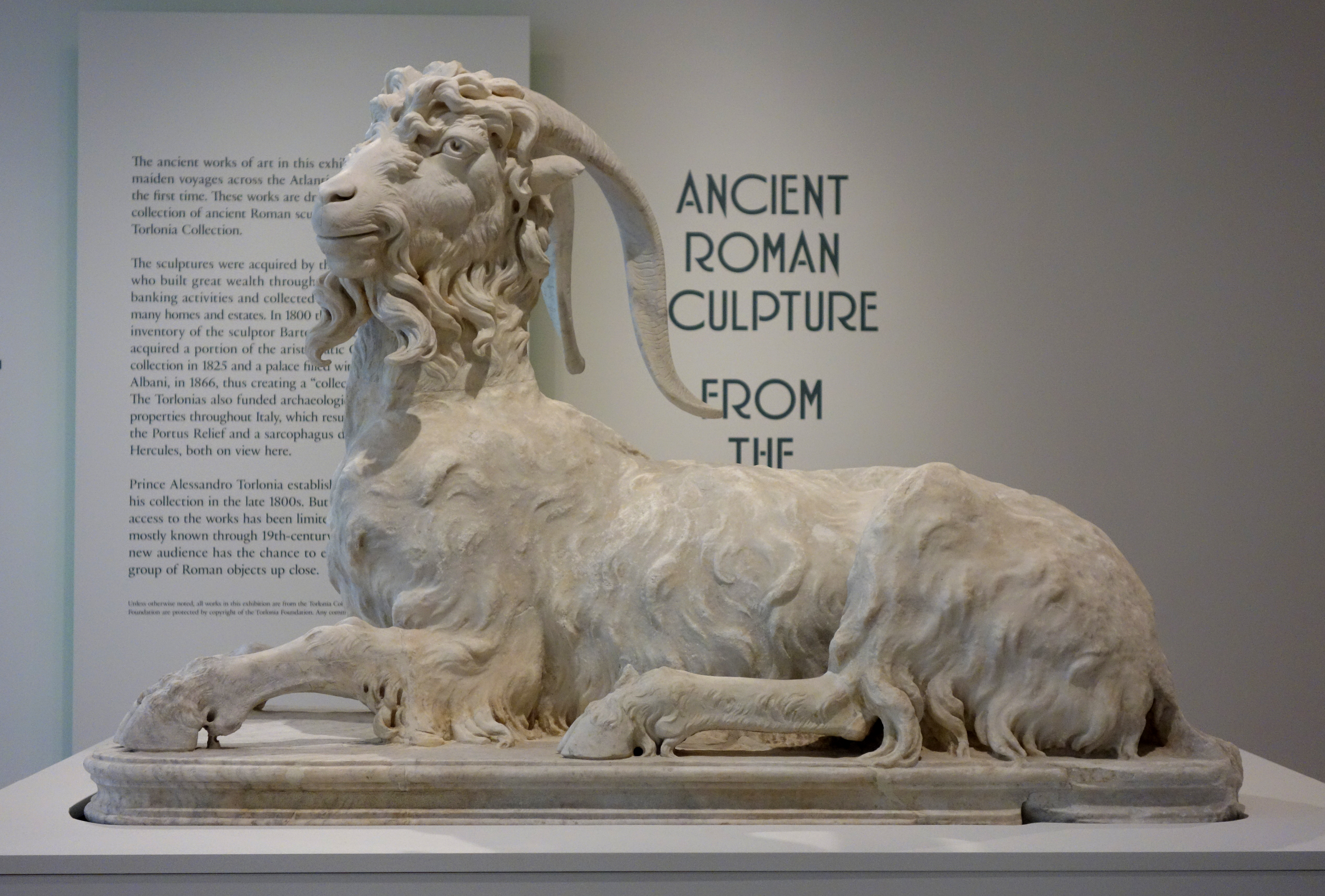
Statue d'une chèvre couchée. Le corps est ancien ; la tête, les cornes, le cou, les pattes et les sabots, ainsi que la majeure partie du socle, ont été restaurés au XVIIe siècle. La tête a été attribuée à Gian Lorenzo Bernini. Ier siècle, largement restaurée au XVIIe siècle.

- Bacchus, marbre, hauteur 1,60 m avec socle ;
- Buste colossal de Claude, Ier siècle, marbre grec et italique ;
- Buste d'Antonin le Pieux, vers 138-161, marbre pentélique et marbre de Luna ;
- Buste d'Antonin le Pieux, 150-160, marbre blanc ;
- Buste d'Auguste, Ier siècle, marbre pentélique et de Luna ;
- Buste de Flavia Domitilla, marbre blanc ;
- Buste d'un jeune prince du nom de Romulus Augustule, vers 140-150, marbre grec ;
- Buste de Plautilla , IIIe siècle, marbre de Luna ;
- Buste de Patrizio Torlonia (appelé Vecchio da Otricoli), Ier siècle ;
- Buste d'un satyre ivre (type d'Herculanum), Ier siècle, marbre docimium ;
- Buste d'Alexandre Sévère , 220-230 après J.-C., marbre blanc ;
- Buste de Trajan , IIe siècle après J.-C., marbre de Luna ;
- Buste féminin (dit Julia de Titus) , Ier siècle après J.-C., marbre blanc ;
- Buste masculin (appelé César) , Ier siècle avant J.-C., marbre blanc, collection Torlonia à la fondation homonyme de la Villa Albani à Porta Salaria , Rome
- Hercule, bronze, 64 cm avec socle ;

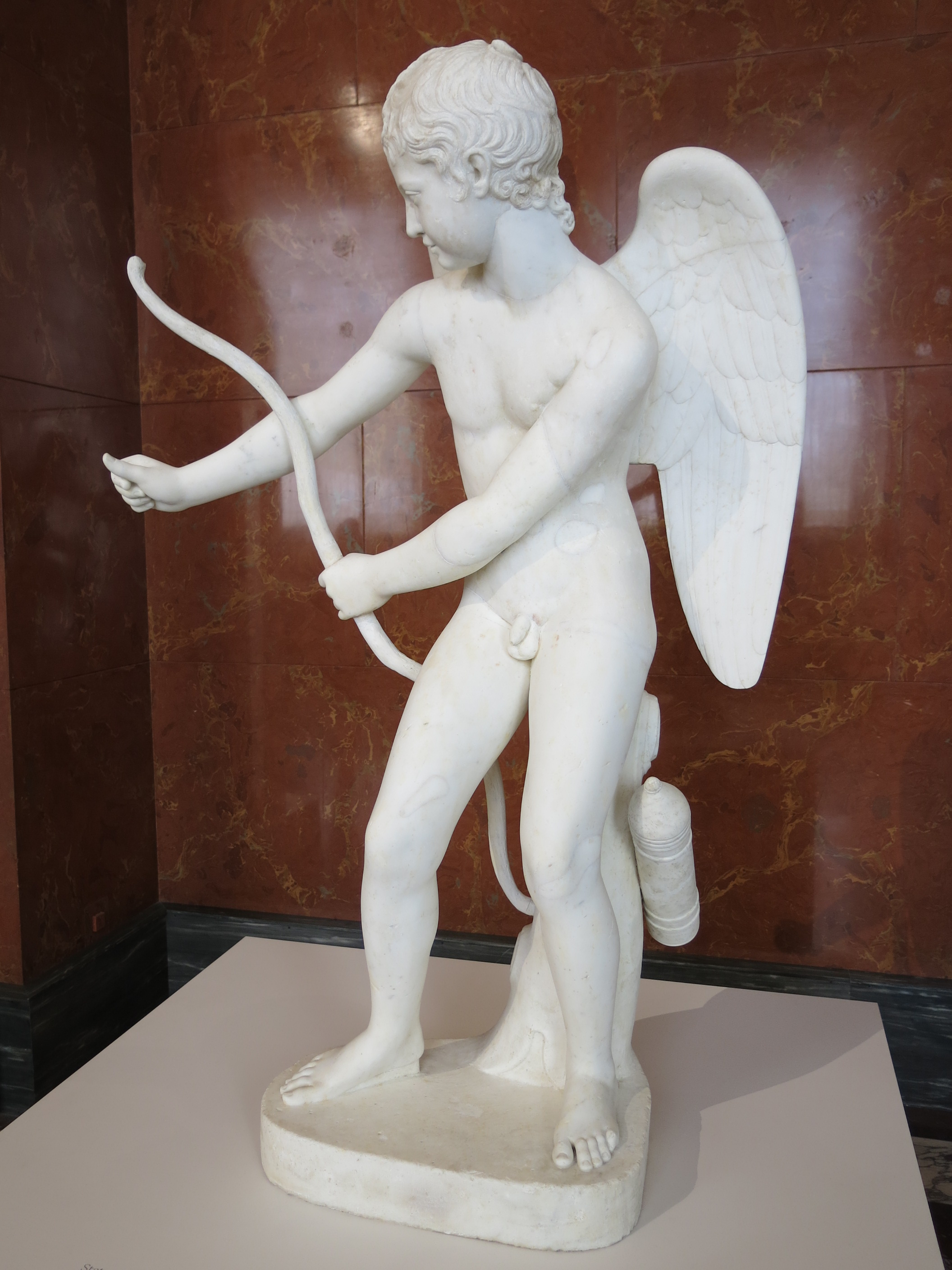
Archer, fin IIe siècle ap. J.-C., d'après un original grec des années 330 av. J.-C de Lysippe.

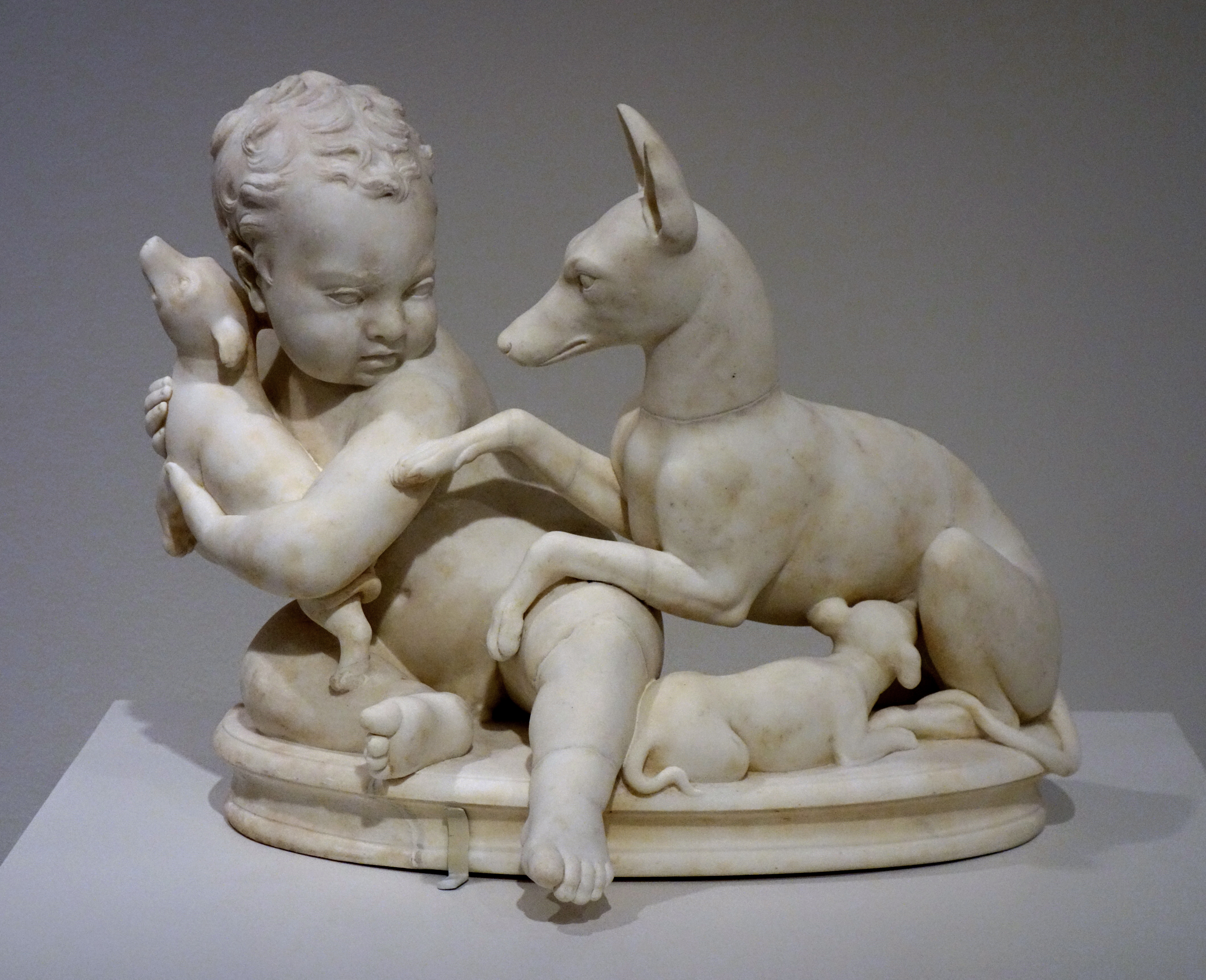
Jeune garçon avec une chienne et des chiots. Seuls la tête, le torse et la jambe droite de l'enfant sont anciens. Les bras, la jambe et le pied gauches, ainsi que le pied droit du garçon, ainsi que la chienne et les deux chiots, sont des restaurations modernes. IIe siècle apr. J.-C.

- Éros à l'arc, IIe siècle, marbre blanc ;
- Faune Giustiniani (×2), Ier siècle, marbre blanc ;
- Groupe d'Aphrodite et Éros avec un monstre marin, IIe siècle, marbre blanc ;
- Groupe de deux époux, IIe siècle, marbre de Luna avec ajouts en bardiglio ;
- Marsyas écorché, Ier siècle, marbre, ;
- Garçon avec une oie , IIe siècle après J.-C., marbre grec, grisâtre et blanc ;
- Portrait de Flavia Domitilla (dite Messalinafine), Ier siècle après J.-C., marbre blanc ;
- Portrait masculin, nommé Euthydème de Bactriane, IIIe-IIe siècle avant J.-C., marbre ;
- Statue du dieu Nil, 70-100, marbre grisâtre ;
- Statue d'une Aphrodite accroupie, réplique du type Doidalsas, Ier siècle, marbre grec ;
- Statue d'une Aphrodite accroupie, réplique du type Doidalsas, Ier siècle, marbre blanc ;
- Statue d'une chèvre, Ier siècle, marbre blanc, tête attribuée à Gian Lorenzo Bernini ;
- Statue d'Hercule avec la peau de lion et les pommes des Hespérides (pastiche), marbre pentélique, marbre de Luna et proconnésien ;
- Statue d'un guerrier se mettant à couvert, IIe siècle, marbre blanc ;
- Statue d'Hestia Giustiniani, 120-140, marbre de Paros ;
- Statue d'Isis Pélagia restaurée en Cérès, IIIe siècle, marbre gris-brun et marbre pentélique ;
- Statue d'Isis restaurée en Cérès, IIIe siècle, marbre gris et marbre blanc ;
- Statue de Méléagre, corps du Ier siècle, torse d'époque impériale, marbre asiatique, marbre de Thasos, marbre blanc ;
- Statue d'un satyre au repos , 110, marbre blanc ;
- Statue d'un satyre au repos, 150, marbre pentélique ;
- Statue de Silène, type Cesi, Ier siècle, marbre grec et de Luna  ;
- Statuette d'Artémis Ephesia, IIe siècle ;
- Statuette d'Apollon avec le butin de Marsyas, Ier siècle, marbre pentélique ;
- Statuette de Marsyas écorché, Ier-IIe siècle, marbre blanc ;
- Tête de Méduse, type Rondanini, sur un trapèze à tête de griffon, IIe siècle après J.-C., marbre blanc ;
- Tête de Méduse, type Rondanini, sur un trapèze à tête de lion , XVIIe siècle, marbre blanc ;
- Vase (ou cratère) avec procession dionysiaque, Ier siècle, marbre pentélique et marbre italique (base).

### Origine: fouilles sur les propriétés Torlonia ou autres acquisitions

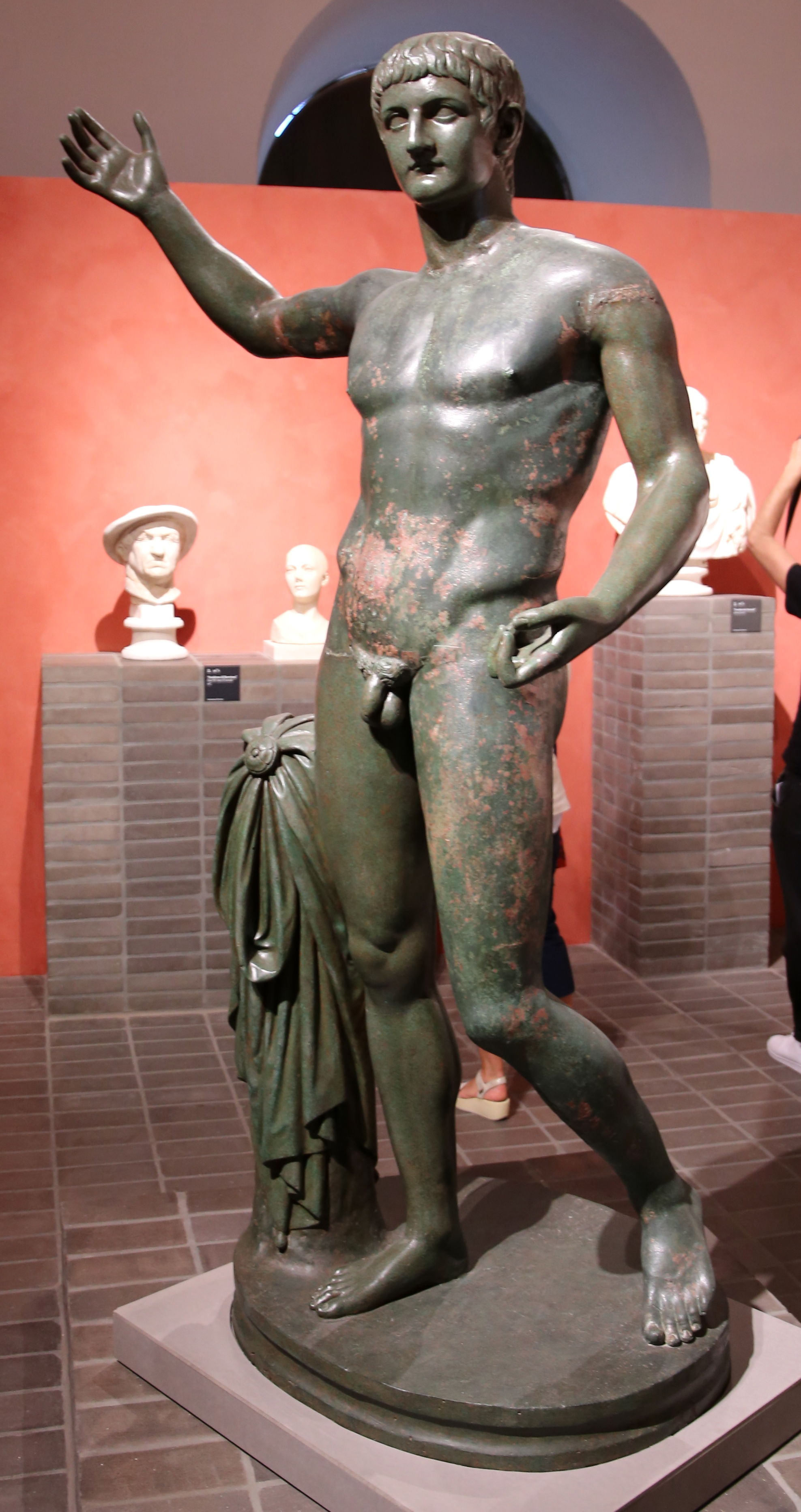
Statue de Germanicus.

- Buste avec portrait féminin (dit Aquilia Severa ou Giulia Mesa), marbre blanc ;
- Buste de Lucius Verus, marbre blanc ;
- Buste de Marc Aurèle, marbre blanc
- Buste de Pompée le Grand, marbre blanc ;
- Buste de Salonine Matidia (dit de Plotine), marbre blanc ;
- Buste masculin avec casque (dit Atena Cesarini), marbre et basanite ;
- Léda et le cygne, 180 ;
- Nilo Cesarini , marbre blanc ;
- Nymphe (dite Invitation à la danse), marbre blanc ;
- Relief de Porto avec bas-relief de la vue de Portus Augusti, marbre blanc ;
- Relief votif attique, marbre blanc ;
- Sarcophage à colonnes décoré des travaux d'Hercule et avec un couvercle avec un couple de défunts allongés , marbre blanc ;
- Sarcophage avec le centurion Lucius Pullius Peregrinus, marbre blanc ;
- Sarcophage avec couvercle décoré des travaux d'Hercule, marbre blanc ;
- Sarcophage strigilé avec des lions, marbre blanc ;
- Sarcophage Torlonia, marbre ;
- Statue d'Athéna (type justinien), 140-180, marbre grec insulaire et marbre italique ;
- Statue d'un athlète (type Amelung), marbre blanc ;
- Statue d'un athlète appelé verseur d'huile (type Dresde-Pitti), 80-120, marbre blanc ;
- Statue de l'athlète de Torlonia (statue masculine, réplique du Diadumène de Polyclète) , marbre blanc ;
- Statue de Dacio Prigioniero, marbre blanc ;
- Statue d'Eirène et Ploutos par Céphisodote, marbre blanc ;
- Statue d'un philosophe assis (dit Crisippo Cesarini), Ier siècle, marbre blanc ;
- Statue de Germanicus, bronze ;
- Statue d'une Nymphe ou Ménade (dite Baccante Carpi), marbre blanc ;
- Statue d'un satyre, marbre blanc ;
- Tête de jeune fille de Vulci, marbre blanc.